# Blankenbach (Hennef)
Blankenbach ist ein Ortsteil der Stadt Hennef (Sieg) im Rhein-Sieg-Kreis in Nordrhein-Westfalen.

## Lage
Der Ort liegt in 130 Metern über N.N. im Pleiser Ländchen. Nachbarorte sind Niederbuchholz im Südosten, Uthweiler und Freckwinkel im Südwesten und Rott im Norden.

## Geschichte
1910 gab es in dem Ort Blankenbach die Haushalte Ackerer Johann Gottfried Bernards, Ackerer und Tagelöhner Johann Bernards, Witwe Heinrich Dahs, Ackerer Jakob Ennenbach, Johann Hombach ohne Gewerbe, Ackerer Josef Hombach, Rentner Johann Klasen, Ackergehilfe Heinrich Josef Krautscheid, Ackerer Josef Müller, Gärtnereibesitzer Gustav Neuenfels, die Ackerer Anton und Gustav Pütz, Ackerin Witwe Heinrich Sens und Ackerer Wilhelm Sens.
Bis 1934 gehörte Blankenbach zur Gemeinde Geistingen.